# منطقه کوالا لانگات
منطقه کوالا لانگات یک منطقه در سلانگور مالزی است. این منطقه در بخش جنوب غربی سلانگور قرار دارد. مساحت آن بالغ بر ۸۵۸ کیلومتر مربع است و در سرشماری سال ۲۰۲۰، جمعیت آن ۳۰۷٬۷۸۷ نفر (به استثنای اتباع خارجی) بود. از شمال با منطقه کلانگ و پتالینگ و از شرق با منطقه سپانگ هم‌مرز است. تنگه ملاکا مرز غربی آن را تشکیل می‌دهد.
از جمله شهرهای بزرگ کوالا لنگات، بانتینگ، جوگرا، تلوک داتوک، موریب و جزیره کری هستند.

## تقسیمات اداری
منطقه کوالا لانگات از ۷ موکیم شکل گرفته است که عبارتند از:
- بندر
- باتو
- جوگرا
- کلانگ
- موریب
- تانجونگ ۱۲
- تلوک پانگلیما گرنگ

## جمعیت شناسی
جمعیت بر حسب سال
- سال ۱۹۹۱ برابر با ۱۳۰٬۰۹۰ نفر
- سال ۲۰۰۰ برابر با ۱۹۲٬۱۷۶ نفر
- سال ۲۰۱۰ برابر با ۲۲۰٬۲۱۴ نفر
- سال ۲۰۲۰ برابر با ۳۰۷٬۷۸۷ نفر